# 2018年巴布亚新几内亚APEC峰会
亞太經合組織第二十六次領導人非正式會議（英語：The 26th APEC Economic Leaders' Meeting），簡稱：2018年巴布亚新几内亚APEC峰会（英語：APEC Papua New Guinea 2018），是2018年11月在巴布亚新几内亚举办的年度亚太经济合作组织会谈。
此次峰会也是巴布亚新几内亚首次主办的APEC会议。澳大利亚提供了主办会议的四分之一至三分之一费用，并向巴布亚新几内亚提供后勤和安保服务。此外一家澳大利亚公司包租了三艘游轮，以满足大约10000名代表和嘉宾的需要。
许多与会者及代表团在11月11日至15日，刚刚出席新加坡总理李显龙主持的2018年新加坡东亚峰会。因此一些国家领导人，包括新加坡总理李显龙，均从新加坡飞往巴布亚新几内亚。

## 活动

### 经济领导人会议

#### 与会者
本次会议是智利总统塞巴斯蒂安·皮涅拉、马来西亚首相马哈迪·莫哈末、澳大利亚总理斯科特·莫里森和越南社会主义共和国主席阮富仲分别于2018年3月11日、2018年5月10日、2018年8月24日和2018年10月23日当选最新一期领导人后，首次出席亚太经合组织会议。皮涅拉与马哈迪在此前任期中曾代表自己国家出席过APEC峰会。
四位领导人并未出席此次峰会，其中包括墨西哥总统恩里克·佩尼亚·涅托、秘鲁总统马丁·比斯卡拉，俄罗斯总统普京和美国总统唐纳德·特朗普。佩尼亚·涅托派墨西哥对外贸易委员会主席胡安·卡洛斯·贝克；比斯卡拉派秘鲁外交部长内斯托尔·波波利齐奥出席。普金派俄罗斯前总统、现任总理德米特里·阿纳托利耶维奇·梅德韦杰夫；特朗普则派副总统迈克·彭斯出席此次峰会。
| 2018年APEC与会成员经济体领导人 | 2018年APEC与会成员经济体领导人 | 2018年APEC与会成员经济体领导人 | 2018年APEC与会成员经济体领导人 | 2018年APEC与会成员经济体领导人 |
| 成员经济体 | 职位                           | 姓名                           |                                |                                |
| --- | ------------------------------ | ------------------------------ | ------------------------------ | ------------------------------ |
| 澳大利亚 | 总理                           | 斯科特·莫里森                  |                                |                                |
| 文莱 | 苏丹                           | 哈桑纳尔·博尔基亚              |                                |                                |
| 加拿大 | 总理                           | 贾斯汀·特鲁多                  |                                |                                |
| 智利 | 总统                           | 塞巴斯蒂安·皮涅拉              |                                |                                |
| 中华人民共和国 | 国家主席                       | 习近平                         |                                |                                |
| 中国香港 | 行政长官                       | 林郑月娥                       |                                |                                |
| 印度尼西亚 | 总统                           | 佐科·维多多                    |                                |                                |
| 日本 | 首相                           | 安倍晋三                       |                                |                                |
| 大韩民国 | 总统                           | 文在寅                         |                                |                                |
| 马来西亚 | 首相                           | 马哈迪·莫哈末                  |                                |                                |
| 墨西哥* | 对外委员会主席                 | 胡安·卡洛斯·贝克               |                                |                                |
| 新西兰 | 总理                           | 杰辛达·阿德恩                  |                                |                                |
| 巴布亚新几内亚 | 总理                           | 彼得·奥尼尔（东道主）          |                                |                                |
| 秘鲁* | 外交部长                       | 内斯托尔·波波利齐奥            |                                |                                |
| 菲律宾 | 总统                           | 罗德里戈·杜特地                |                                |                                |
| 俄罗斯 | 总理                           | 德米特里·梅德韦杰夫            |                                |                                |
| 新加坡 | 总理                           | 李显龙                         |                                |                                |
| 中华台北 | 領袖代表                       | 張忠謀                         |                                |                                |
| 泰国 | 总理                           | 巴育·占奥差                    |                                |                                |
| 美国* | 副总统                         | 迈克·彭斯                      |                                |                                |
| 越南 | 国家主席                       | 阮富仲                         |                                |                                |
| (*) 墨西哥总统恩里克·佩尼亚·涅托、秘鲁总统马丁·比斯卡拉，俄罗斯总统普京和美国总统唐纳德·特朗普并没有参加此次峰会，并分别派代表参与 |                                |                                |                                |                                |

#### 特邀与会者
11月17日，应巴布亚新几内亚邀请，一些太平洋岛国领导人和代表组织出席亚太经合组织领导人与太平洋岛国领导人对话会议（英語：APEC Leaders' Dialogue with Pacific Island Leaders）。
| 庫克群島         | 亨利·普纳                          | 总理                                 |
| 斐济             | 伊诺凯·昆布安博拉                  | 国家安全和国防部长                   |
| 法屬玻里尼西亞   | 泰阿里·阿尔法                      | 资源开发、土地利用、发展与能源部部长 |
| 基里巴斯         | 戴维·阿泰蒂·泰阿博                 | 基里巴斯总统塔内蒂·马莫特别代表      |
| 马绍尔群岛       | 希尔达·海因                        | 总统                                 |
| 密克羅尼西亞聯邦 | 彼得·克里斯蒂安                    | 总统                                 |
| 瑙鲁             | 巴伦·瓦卡                          | 总统                                 |
| 纽埃             | 托克·塔拉吉                        | 总理                                 |
| 萨摩亚           | 图伊拉埃帕·萨伊莱莱·马利埃莱额奥伊 | 总理                                 |
| 所罗门群岛       | 里克·霍                            | 总理                                 |
|                  | 阿基利西·波希瓦                    | 首相                                 |
|                  | 埃內爾·索本嘉                      | 总理                                 |
|                  | 夏洛特·萨尔维                      | 总理                                 |

### 未发表联合声明及后续
据路透社报道，“由于中美在贸易和投资方面的严重分歧阻碍了双方的合作，各国领导人在周日巴布亚新几内亚峰会上未能就公报达成一致，这在APEC历史上尚属首次”。此外，作为亚太经合组织的东道主，彼得·奥尼尔表示将发表一份主席声明，但具体时间尚不清楚。奥尼尔表示，联合公报在是否应涉及世界贸易组织问题上的产生分歧，并导致谈判破裂。而路透社则表示僵局与分歧来自于有关世贸组织涉及反对“不公平贸易措施”以及世贸组织改革问题。11月18日，美国副总统彭斯在APEC峰会上发表演讲，其中列举美国与中国的分歧，并针对习近平的一带一路倡议，提出各国不应接受损害其主权的债务。
18 日稍早，傳出有4名中國代表試圖闖入巴紐外交部長辦公室，企圖影響正在草擬中的峰會公報內容，巴紐當局派出警方駐守在辦公室外，並將中國官員趕走。部長本人被詢問相關情況時，以「沒有存在問題」（There wasn't an issue）來回應。